# 布兰东·阿吉莱拉
布兰东·阿吉莱拉·薩莫拉（西班牙語：Brandon Aguilera Zamora，2003年6月28日—），哥斯达黎加男子足球运动员，司职中场，現效力里奧艾維。他曾代表哥斯达黎加国家足球队参加2022年国际足联世界杯，结果队伍止步小组赛阶段。